# Pieleszki
Pieleszki – część wsi Zalesie w Polsce, położona w województwie kujawsko-pomorskim, w powiecie włocławskim, w gminie Chodecz.
W latach 1975–1998 Pieleszki administracyjnie należały do województwa włocławskiego.